# Cephalostachyum flavescens
Cephalostachyum flavescens är en gräsart som beskrevs av Wilhelm Sulpiz Kurz. Cephalostachyum flavescens ingår i släktet Cephalostachyum och familjen gräs. Inga underarter finns listade i Catalogue of Life.